# Samfundet De Nio

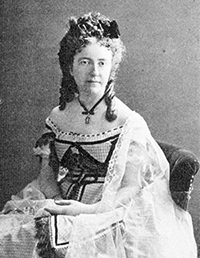
Lotten von Kræmer
rond 1880

Samfundet De Nio is een Zweedse litteraire academie met negen leden. Zij is op 14 februari 1913 in Stockholm gesticht op basis van het testament van de Zweedse schrijver en filantroop Lotten von Kræmer (1828–1912). Samfundet reikt diverse literatuurprijzen uit.

## Naamgeving
Als naam had Von Kræmer aanvankelijk gedacht aan "Margaretasamfundet"; daarna wilde ze die graag veranderen in "Lotten von Kræmers stiftelse" (Lotten von Kræmer stichting). Maar uiteindelijk resteerde "Samfundet De Nio" (Genootschap van negen).

## Doelstelling
Samfundet De Nio stelt zich ten doel literatuur (Belles-lettres), Vrede en vrouwenkwesties te promoten. Haar belangrijkste taak is het uitreiken van literaire prijzen. De negen leden worden voor het leven gekozen, maar mogen zelf ontslag nemen. Vier stoelen zijn gereserveerd voor vrouwen en vier voor mannen. Samfundet De Nio heeft een voorzitter; in de voorgaande periode (1988-2019) was dit de in januari 2020 overleden Inge Jonsson en sinds 2019 is hij opgevolgd door Anna Williams. De voorzittersstoel, stoel 1, wordt alternerend bekleed door een vrouw en door een man.

## Samfundets publicaties en prijzen

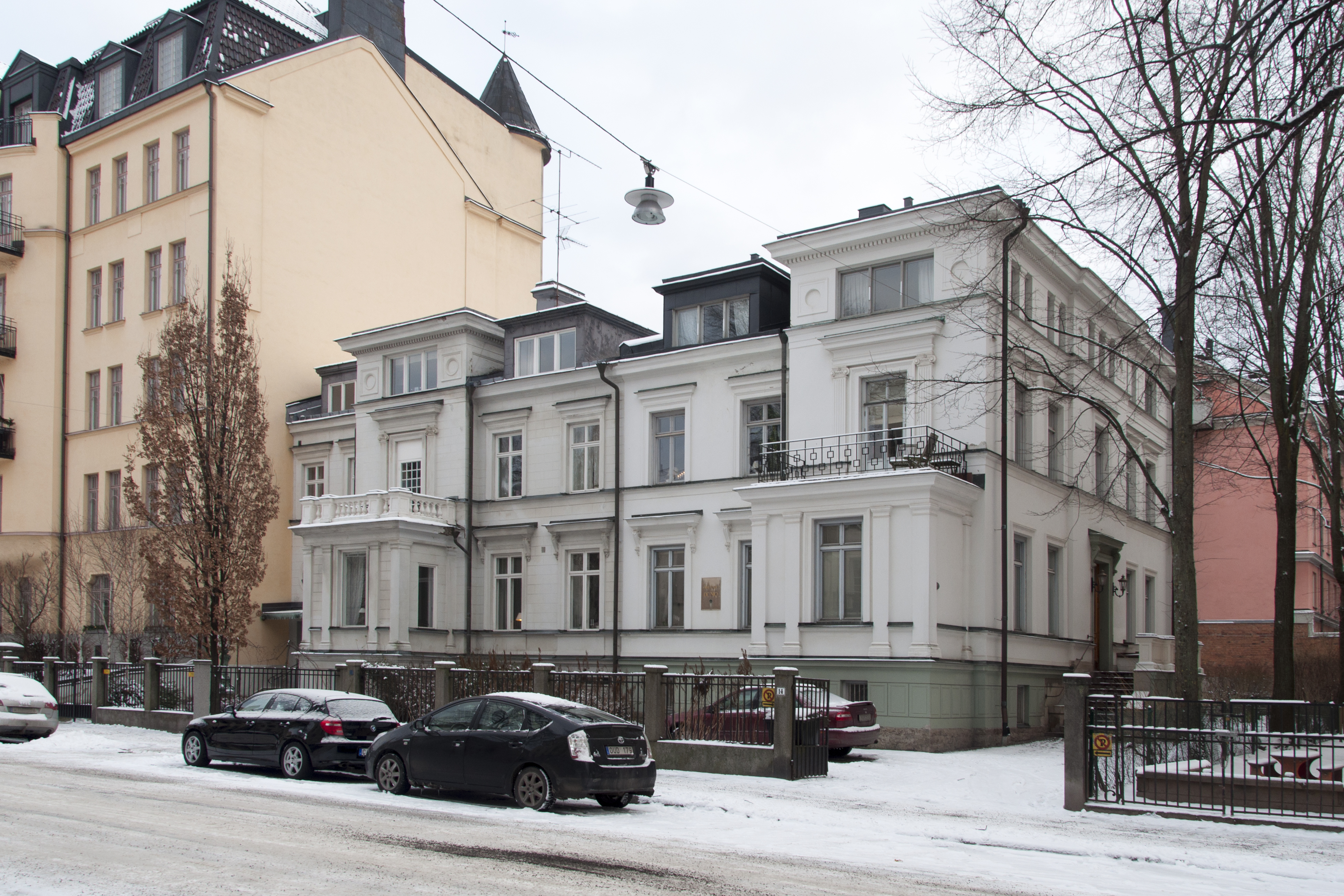
Samfundet aan de Villagatan 14
in Stockholm.

Samfundet publiceerde in de periode 1916–1925 en in 1930 het jaarboek  Vår tid ("Onze tijd") en gaf van 1938 tot 1983 Svensk litteraturtidskrift ("Het Zweedse literaire tijdschrift") uit. Sinds 2003 publiceert zij de De Nios literaire kalender.
Samfundet De Nio reikt ook onderstaande twaalf literatuurprijzen uit.
- De Nios Stora-prijs
- Lotten von Kræmers pris
- De Nios översättarpris (prijs voor vertalers)
- Stina Aronsons pris
- Inge Johnssons pris (prijs voor een essayist, idee-historicus of recensent)
- Karl Vennbergs pris (prijs voor jonge dichters)
- De Nios Vinterpris
- Samfundet De Nios Astrid Lindgren-pris
- Anders och Veronica Öhmans pris
- De Nios lyrikpris (prijs voor dichters)
- Samfundet De Nios Särskilda pris

## Huidige leden
Onderstaand zijn de huidige leden opgesomd, gelieerd aan hun zetelnummer. Zetel 1 is voorbehouden aan de voorzitter.
- Zetel nummer 1 – Anna Williams (lid sinds 2015, voorzitter sinds 2019)
- Zetel nummer 2 – Nina Burton (sinds 1994)
- Zetel nummer 3 – Jonas Ellerström (sinds 2017)
- Zetel nummer 4 – Marie Lundquist (sinds 2022)
- Zetel nummer 5 – Gunnar Harding (sinds 1993)
- Zetel nummer 6 – Sara Stridsberg (sinds 2021)
- Zetel nummer 7 – Niklas Rådström (sinds 1995)
- Zetel nummer 8 – Madeleine Gustafsson (sinds 1999)
- Zetel nummer 9 – Johan Svedjedal (sinds 1995)

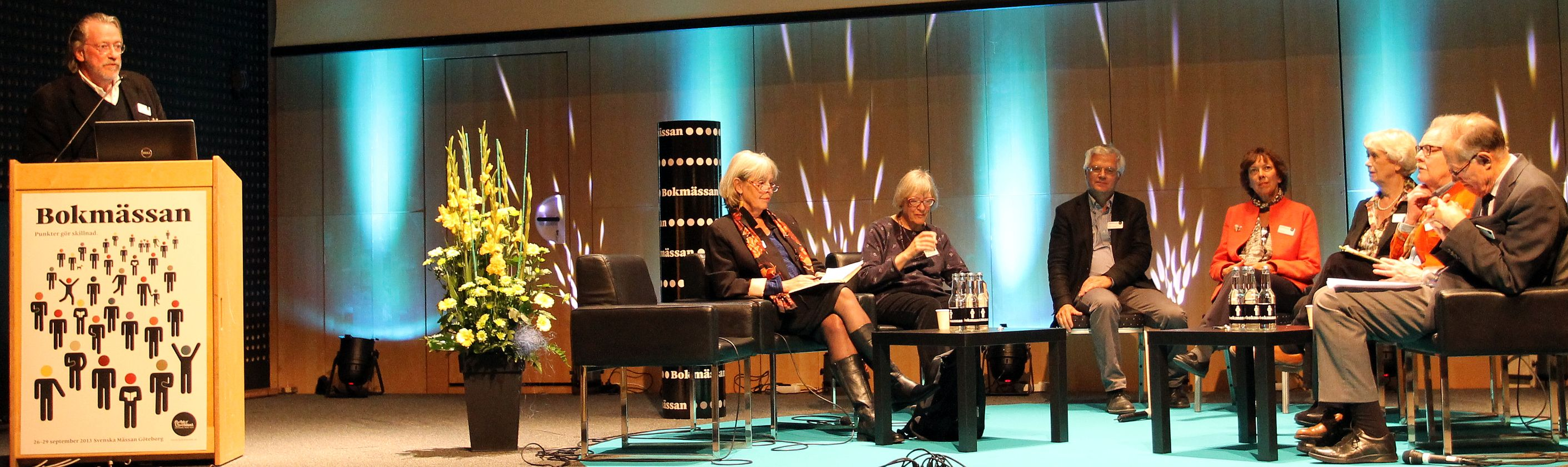
Zeven van de negen leden van Samfundet De Nio bijeen op de Bok & Bibliotek in 2013.
Vlnr.: Niklas Rådström, Madeleine Gustafsson, Johan Svedjedal, Nina Burton, Kerstin Ekman, Gunnar Harding en de in januari 2020 overleden Inge Jonsson.
Ook te zien is schrijver Agneta Pleijel (zittend, geheel links), die lid was in de periode 1988–2015.

## Ledenlijst door de tijd heen
| Zetel | Eerste bekleder                      | Tweede bekleder               | Derde bekleder             | Vierde bekleder                     | Vijfde bekleder              | Zesde bekleder                  | Zevende bekleder           | Achtste bekleder           |
| ----- | ------------------------------------ | ----------------------------- | -------------------------- | ----------------------------------- | ---------------------------- | ------------------------------- | -------------------------- | -------------------------- |
| 1     | Viktor Almquist 1913–1949            | Eva Andén 1949–1962           | Olle Holmberg 1962–1973    | Astrid Lindgren 1973–1986           | Inge Jonsson 1986–2019       | Anna Williams sinds 2019        |                            |                            |
| 2     | Selma Lagerlöf 1913–1918             | Sigrid Leijonhufvud 1918–1937 | Elin Wägner 1937–1949      | Stina Aronson 1949–1955             | Elisabeth Tykesson 1956–1962 | Eva Andén 1962–1967             | Birgitta Trotzig 1967–1993 | Nina Burton sinds 1994     |
| 3     | Karl Wåhlin 1913–1937                | Hjalmar Gullberg 1937–1961    | Anders R. Öhman 1962–2017  | Jonas Ellerström sinds 2017         |                              |                                 |                            |                            |
| 4     | Ellen Key 1913–1926                  | Selma Lagerlöf 1926–1940      | Eva Andén 1940–1949        | Elsa Björkman-Goldschmidt 1950–1978 | Kerstin Ekman 1978–1985      | Astrid Lindgren 1986–1993       | Kerstin Ekman sinds 1993   | Marie Lundquist sinds 2022 |
| 5     | Erik Hedén 1913–1925                 | Martin Lamm 1926–1950         | Algot Werin 1950–1975      | Inge Jonsson 1976–1986              | Anders Olsson 1986–1993      | Gunnar Harding sinds 1993       |                            |                            |
| 6     | Kerstin Hård af Segerstad 1913–1930  | Karin Boye 1931–1941          | Irja Browallius 1941–1949  | Margit Abenius 1949–1969            | Gunnel Vallquist 1973–1988   | Agneta Pleijel 1988–2015        | Anna Williams 2015-2019    | Sara Stridsberg sinds 2021 |
| 7     | Göran Björkman, secretaris 1913–1923 | Albert Nilsson 1924–1936      | Olle Holmberg 1936–1962    | Karl Vennberg 1962–1995             | Niklas Rådström sinds 1995   |                                 |                            |                            |
| 8     | Anna Maria Roos 1913–1918            | Marika Stiernstedt 1918–1954  | Sara Lidman 1955–1963      | Astrid Lindgren 1963–1973           | Ulla Isaksson 1973–1999      | Madeleine Gustafsson sinds 1999 |                            |                            |
| 9     | John Landquist 1913–1969             | Knut Ahnlund 1969–1995        | Johan Svedjedal sinds 1995 |                                     |                              |                                 |                            |                            |